# Gomukhasana

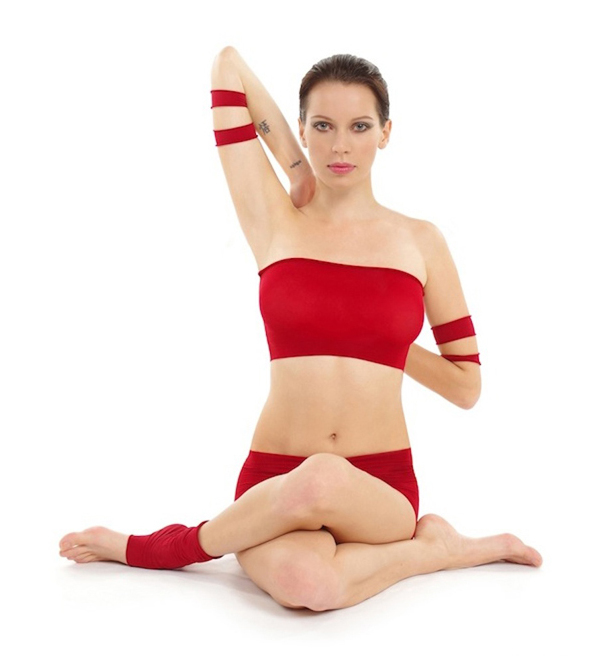
Gomukhasana

Gomukhasana (Sanskriet voor koeiengezichtshouding) is een veelvoorkomende houding of asana.
De houding moet niet verward worden met de Koehouding die ook wel Hondhouding wordt genoemd.
| Sanskriet | vertaling                   |
| go        | koe                         |
| mukha     | gezicht                     |
| asana     | houding (letterlijk: 'zit') |

## Beschrijving
De houding begint in de Dandasana (Stafhouding). De knieën worden omhooggetrokken en de voeten komen plat op de grond. De linkervoet wordt onder het rechterbeen doorgeschoven en de hiel gaat verder door naar achteren. Blijf in de oefening volledig doorademen. Op de inademing gaat de linkerhand via de onderkant van de rug over de ruggengraat naar boven. Op de volgende inademing wordt de rechterhand naar bovengestrekt en vallen de hand en onderarm op de uitademing naar beneden, in de richting van de linkerhand. Haak de vingers van beide handen in elkaar en ontspan het bovenlichaam zo veel mogelijk. De rug en het hoofd blijven in een rechte lijn. Adem een aantal malen in en uit en herhaal de oefening aan de andere zijde.
Wanneer het Koeiengezicht gecombineerd wordt met de Simhasana (Leeuwhouding), is het belangrijk de ontspanning in het bovenlichaam te bewaren en de ademhaling vloeiend te laten doorgaan.